# Microcebus murinus
Microcebus murinus là một loài động vật có vú trong họ Cheirogaleidae, bộ Linh trưởng. Loài này được J. F. Miller mô tả năm 1777.

## Hình ảnh

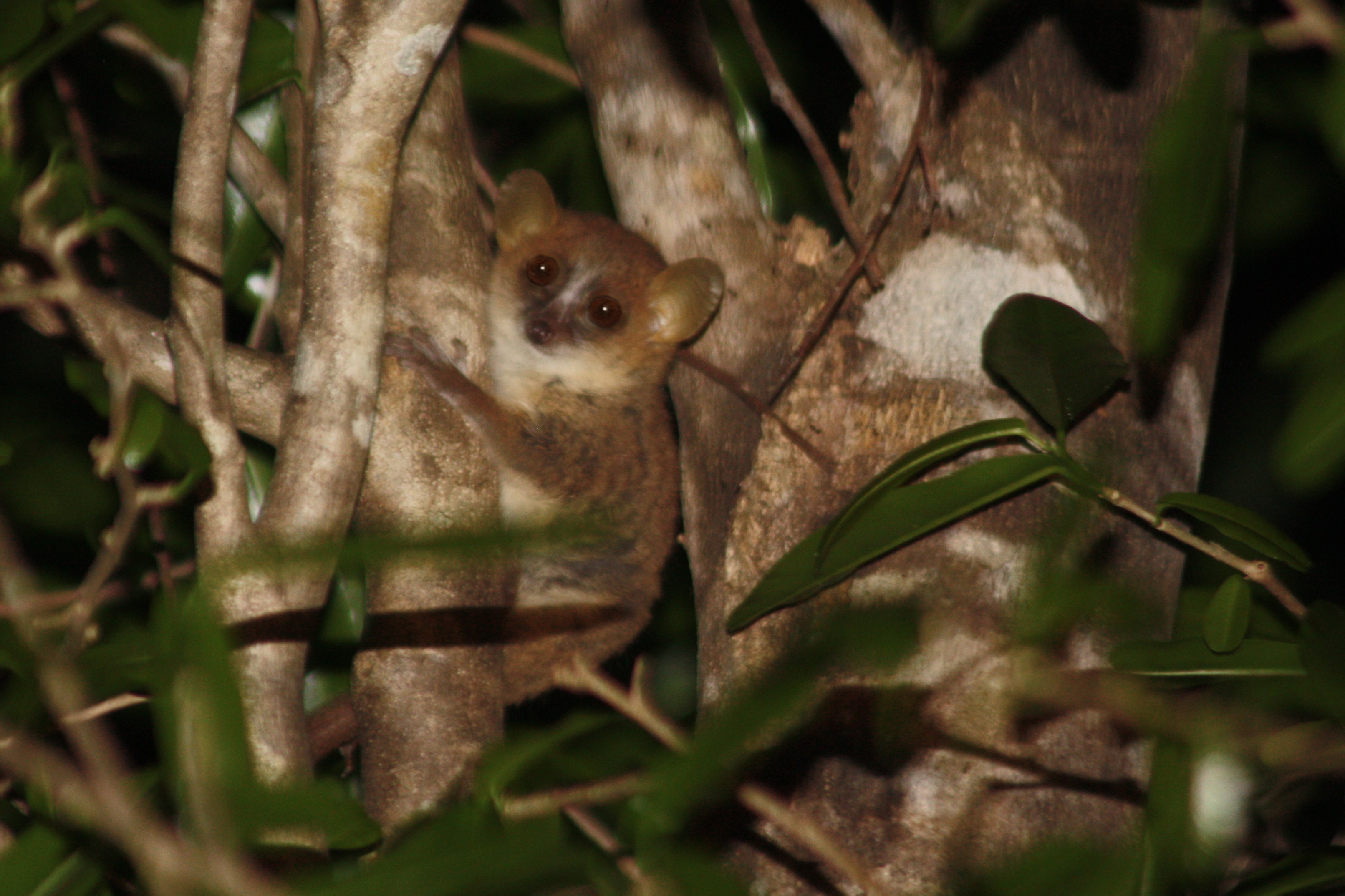
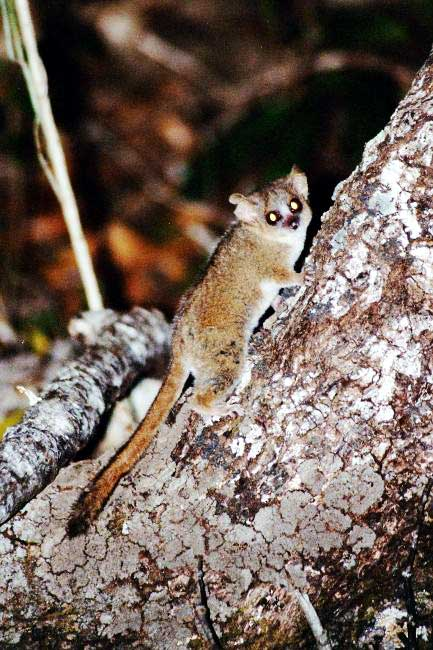
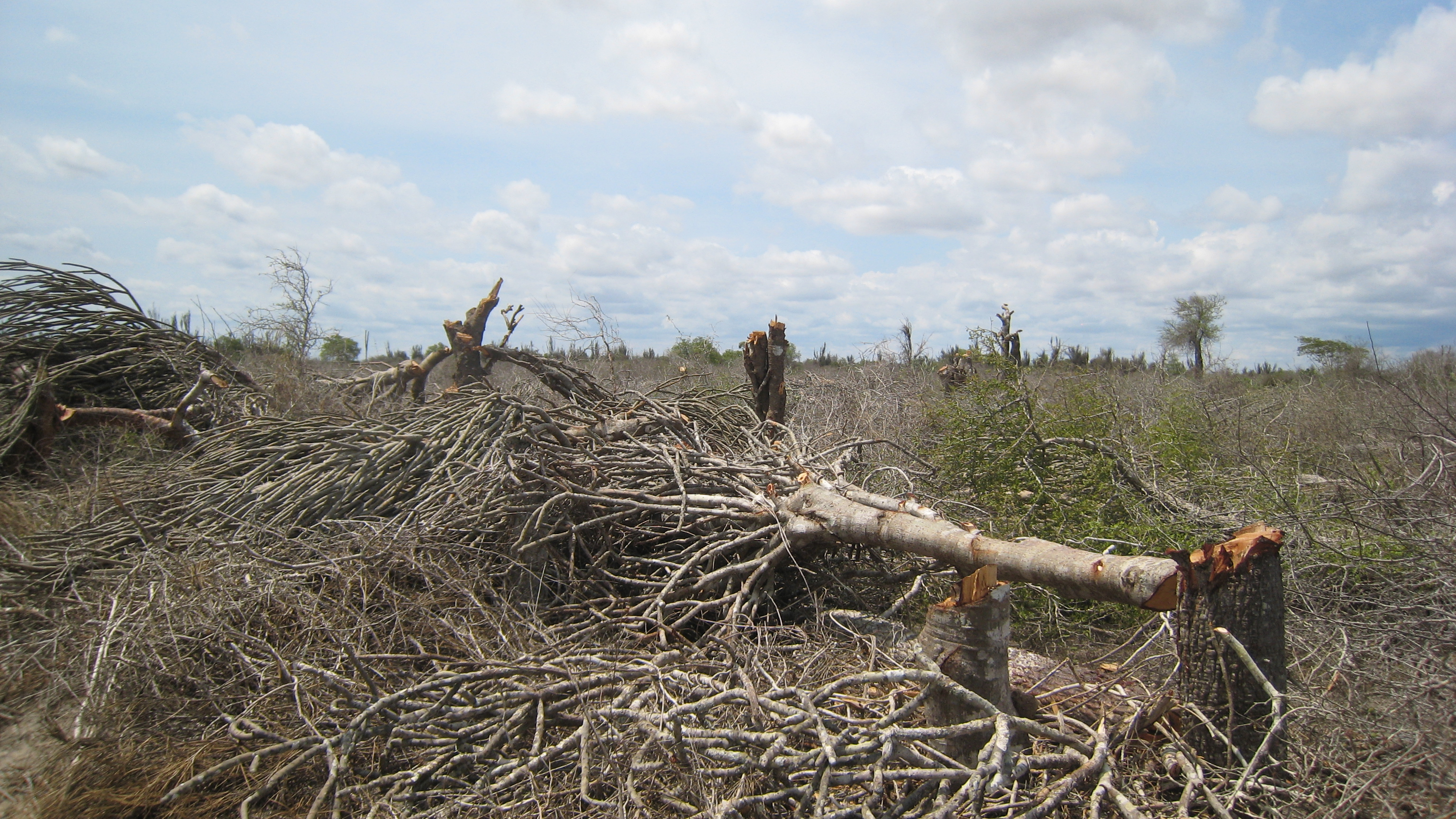